# Integrated Taxonomic Information System
Het Integrated Taxonomic Information System (ITIS) is een internationaal samenwerkingsverband dat zich tot doel stelt een consistente en betrouwbare taxonomie op te stellen van alle biologische soorten.
ITIS werd opgericht in 1996 als een samenwerkingsverband van verschillende agentschappen van het Department of Commerce en het Smithsonian Institution. Het is sindsdien uitgegroeid naar een internationale organisatie, waar ook Canadese en Mexicaanse overheidsdiensten aan deelnemen. ITIS richt zijn aandacht voornamelijk op Noord-Amerikaanse soorten, maar ITIS tracht ook het geografisch gebied waarover het onderzoek doet uit te breiden.

## Catalogue of life
ITIS en haar partners werken samen aan de Catalogue of Life, die in maart 2007 meer dan een miljoen soorten bevatte. ITIS en de Catalogue of Life zullen van belang zijn bij het Encyclopedia of Life project dat in mei 2007 werd aangekondigd.

## Oorsprong van het gegevensbestand
Ongeveer 210 000 soorten werden overgenomen van het gegevensbestand dat de National Oceanographic Data Center (NODC) van het Amerikaanse National Oceanic and Atmospheric Administration (NOAA) bijhield.

## Deelnemende organisaties
- United States Department of Agriculture
- National Oceanic and Atmospheric Administration
- United States Geological Survey
- Smithsonian Institution
- United States Environmental Protection Agency
- National Biological Information Infrastructure
- Agriculture and Agri-Food Canada
- NatureServe
- National Park Service
- Comisión Nacional para el Conocimiento y Uso de la Biodiversidad (CONABIO)